# Сум

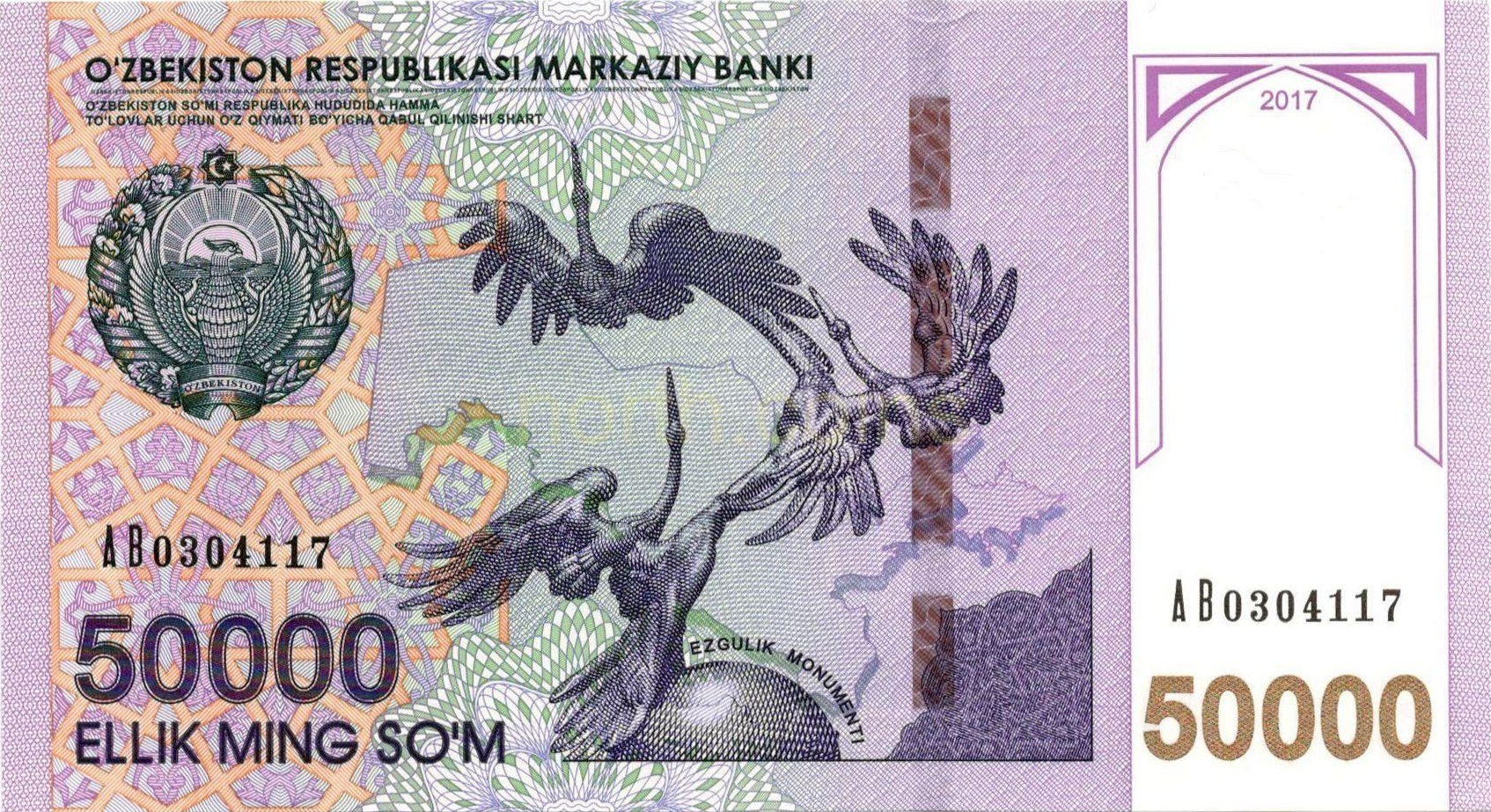
50000 узбекских сумов

Сум, сом (азерб. som; баш. һум; перс. سوم‎; дари سوم; тадж. сӯм; узб. so’m / сўм; каз. сом; каракалп. so'm / сөм; кирг. сом; тат. сум / sum; туркм. som; чув. сум / сом) — историческое название денежной единицы у некоторых тюркских и иранских народов, а в древности, одна из денежных единиц Золотой Орды и более поздних государств, образовавшихся после её распада, официальное название рубля СССР на узбекском, таджикском, казахском и киргизском языках, и ныне — валют Узбекистана (узбекский сум) и Кыргызстана (киргизский сом). Современный российский рубль на татарском, башкирском, чувашском, карачаево-балкарском, кабардино-черкесском, чеченском, ингушском и осетинском языках также неофициально называется сом или сум.

## Этимология
Название происходит от тюркского слова som «чистый» (som altın — чистое золото) применительно к монетам. Впервые слово «сом» встречается у Махмуда аль-Кашгари (XI в.).

## В Золотой Орде

Сомы в экспозиции Государственного Эрмитажа

В Золотой Орде XIV века сомами (сумами) называли серебряные слитки ладьевидной формы весом в 204,8 г (в русской нумизматической литературе их называют также татарскими гривнами). В кладах их находят вместе с серебряными дирхемами. Флорентиец Франческо Пегалотти писал, что на монетном дворе в городе Азак можно было перечеканить такой слиток в «ходячую» монету.

## В СССР
Во времена СССР название су́м/сом — официальное название рубля СССР на узбекском, таджикском, казахском и киргизском языках. Данное название (название валюты и его номинала) впервые стало отображаться на банкнотах СССР начиная с государственных казначейских билетов образца 1938 года, где указывались обозначения номинала словами на языках союзных республик. Начиная с выпуска 1991 года отображение названия валюты и его номинала на языках союзных республик было прекращено, и банкноты рубля СССР полностью перешли на русский язык.

## После распада СССР

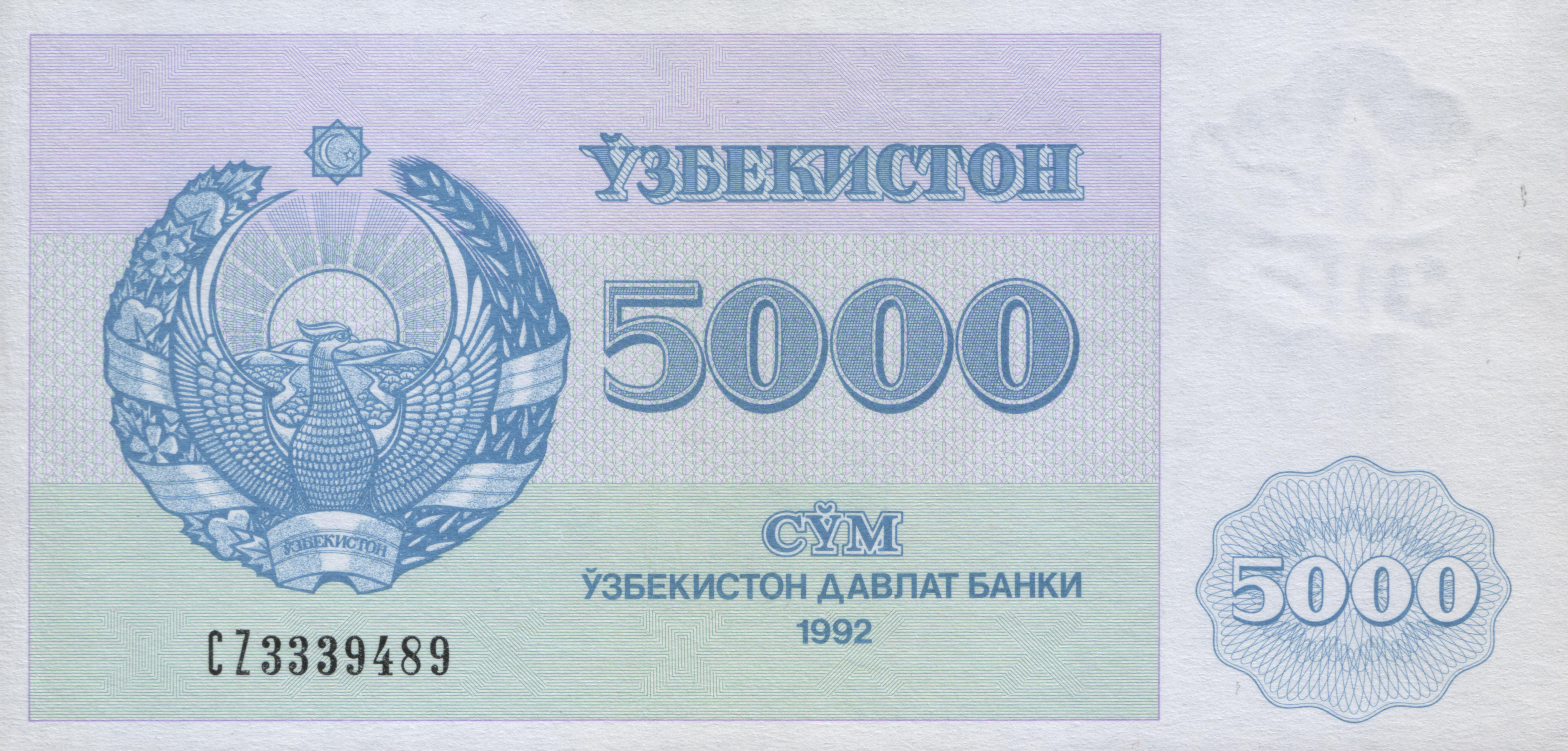
Сум-купон, введенный в 1993 году на территории Узбекистана. Предшественник нынешнего узбекского сума

После распада СССР и обретения независимости бывших союзных республик назрел вопрос о создании собственных валют новообразовавшихся государств. В первые несколько лет (в некоторых республиках до 1995 года) после обретения независимости, почти все бывшие республики временно пользовались рублями СССР и/или новыми российскими рублями.
Впоследствии, один за другим, все бывшие республики создали свои собственные национальные валюты. Первой в Центральной Азии в мае 1993 года появилась своя национальная валюта в Киргизии — киргизский сом (кирг. сом). В Узбекистане было решено назвать свою валюту сум (узб. so’m / сӯм). Изначально в ноябре 1993 года был выпущен так называемый сум-купон, которого в 1994 году заменил нынешний узбекский сум. В Казахстане также планировалось назвать свою национальную валюту сом (каз. сом), но впоследствии предпочтение было отдано названию тенге (см. Казахстанский тенге). В Таджикистане большинство выступало за название сум (тадж. сӯм), но из-за гражданской войны и других проблем Таджикистан не имел своей валюты до 1995 года. В 1995 году Таджикистан обзавелся своей валютой, названной по неизвестным причинам таджикским рублём (официально валюта называлась рубл, без мягкого знака). В последующие годы шли споры вокруг названия валюты Таджикистана, и большинство выступало за название сум. В 2000 году в Таджикистане была введена новая национальная валюта — сомони, названная в честь основателя Саманидской империи — саманида — Исмаила Самани (Сомони). В некоторых районах Таджикистана и среди некоторых жителей страны до сих пор принято называть на бытовом уровне свою национальную валюту сумом.
В России, на некоторых языках народов России российский рубль в основном на бытовом, реже на официальном уровне называется сум или сом. Так называется российская валюта на татарском, башкирском, карачаево-балкарском, кабардино-черкесском, чеченском, ингушском и осетинском языках.